# Cecoslovacchia ai Giochi della XI Olimpiade
La Cecoslovacchia partecipò ai Giochi della XI Olimpiade, svoltisi a Berlino, Germania, dal 1º al 16 agosto 1936, con una delegazione di 190 atleti impegnati in diciassette discipline.

## Medagliere

### Per discipline
| Sport              | Oro | Argento | Bronzo | Totale |
| ------------------ | --- | ------- | ------ | ------ |
| Canoa/kayak        | 2   | 1       | 0      | 3      |
| Ginnastica         | 1   | 1       | 0      | 2      |
| Lotta greco-romana | 0   | 1       | 0      | 1      |
| Lotta libera       | 0   | 1       | 0      | 1      |
| Sollevamento pesi  | 0   | 1       | 0      | 1      |
| Totale             | 3   | 5       | 0      | 8      |

### Medaglie
| Medaglia | Atleta | Sport              | Evento                       |
| -------- | --- | ------------------ | ---------------------------- |
| Oro      | Vladimír Syrovátka Jan Brzák-Felix                                                                                                  | Canoa/kayak        | C2 1000 metri                |
| Oro      | Václav Mottl Zdeněk Škrland | Canoa/kayak        | C2 10000 metri               |
| Oro      | Alois Hudec | Ginnastica         | Anelli                       |
| Argento  | Bohuslav Karlík | Canoa/kayak        | C1 1000 metri                |
| Argento  | Vlasta Foltová Vlasta Děkanová Zdena Veřmiřovská Matilda PálfyováAnna Hřebřinová Božena Dobešová Marie Větrovská Jaroslava Bajerová | Ginnastica         | Concorso a squadre femminile |
| Argento  | Jozef Herda | Lotta greco-romana | Pesi leggeri                 |
| Argento  | Josef Klapuch | Lotta libera       | Pesi massimi                 |
| Argento  | Václav Pšenička Sr. | Sollevamento pesi  | Pesi massimi                 |

## Risultati

### Pallacanestro
| Atleta | Classifica |
| --- | ---------- |
| V · D · M Nazionale cecoslovacca - Pallacanestro ai Giochi della XI Olimpiade Čtyřoký · A. Dvořáček · L. Dvořáček · Franc · Hájek · Hloušek · Klíma · Kuhn · Moc · Picek · Prokop · Trpkoš · All. František Marek | 9°         |
| Nazionale cecoslovacca - Pallacanestro ai Giochi della XI Olimpiade |            |
| Čtyřoký · A. Dvořáček · L. Dvořáček · Franc · Hájek · Hloušek · Klíma · Kuhn · Moc · Picek · Prokop · Trpkoš · All. František Marek                                                                               |            |

### Pallanuoto
| Atleta | Classifica |                           |
| --- | --- | ------------------------- |
| V · D · M Nazionale maschile cecoslovacca di pallanuoto · Giochi olimpici - Berlino 1936 Boubela · Bušek · Epstein · Koutek · Medřický · Schmuck · Vondřejc · Kroc · Mikšovský · Schmuck · Tomášek · CT : - | 9° |                           |
| Nazionale maschile cecoslovacca di pallanuoto · Giochi olimpici - Berlino 1936 | |                           |
| Boubela · Bušek · Epstein · Koutek · Medřický · Schmuck · Vondřejc · Kroc · Mikšovský · Schmuck · Tomášek · CT: -                                                                                           | Boubela · Bušek · Epstein · Koutek · Medřický · Schmuck · Vondřejc · Kroc · Mikšovský · Schmuck · Tomášek · CT: - | Cecoslovacchia (bandiera) |